# Spoorlijn Wunstorf - Bremerhaven
De spoorlijn Wunstorf - Bremerhaven is een Duitse spoorlijn en is als spoorlijn 1740 onder beheer van DB Netze.

## Geschiedenis
Het traject werd door de Königlich Hannöverschen Staatseisenbahnen in fases geopend:
- 12 december 1847: Wunstorf - Bremen
- 23 januari 1862: Bremen - Bremerhaven

## Treindiensten
De Deutsche Bahn verzorgt het personenvervoer op dit traject met ICE, IC en RE treinen. Erixx en EVB verzorgen het vervoer met RB treinen.
| Serie  | Treinsoort                        | Route | Bijzonderheden |
| ------ | --------------------------------- | --- | --- |
| ICE 10 | InterCityExpress (DB Fernverkehr) | Berlin Gesundbrunnen – Berlin Hbf – Berlin Spandau – Wolfsburg Hbf – Hannover Hbf – [ Bremen Hbf – Oldenburg (Oldb) Hbf ] / [ Bielefeld Hbf – Hamm (Westf) – [ Hagen Hbf – Wuppertal Hbf – Köln Hbf – Bonn Hbf – Koblenz Hbf ] / [ Dortmund Hbf – Bochum Hbf – Essen Hbf – Mülheim (Ruhr) Hbf – Duisburg Hbf – Düsseldorf Flughafen – Düsseldorf Hbf – Köln Messe/Deutz – Köln Hbf ]                   | Vanaf Hamm één treindeel naar Keulen en één naar Düsseldorf. Één trein per dag tussen Berlijn en Oldenburg.                                                                                   |
| ICE 22 | InterCityExpress (DB Fernverkehr) | [ [ Kiel Hbf – Neumünster ] / [ Hamburg-Altona ] – Hamburg Dammtor – Hamburg Hbf ] / [ Oldenburg (Oldb) Hbf – Bremen Hbf ] – Hannover Hbf – Kassel-Wilhelmshöhe – Frankfurt (Main) Hbf – Frankfurt (Main) Flughafen Fernbahnhof – Mannheim Hbf – Stuttgart Hbf | Rijdt elke twee uur. Één trein per dag van/naar Oldenburg. |
| ICE 25 | InterCityExpress (DB Fernverkehr) | [ [ Kiel Hbf – Neumünster ] / [ Hamburg-Altona ] – Hamburg Dammtor – Hamburg Hbf – ] / [ Oldenburg (Oldb) Hbf – Bremen Hbf – ] Hannover Hbf – Göttingen – Kassel-Wilhelmshöhe – Fulda – Würzburg Hbf – [ Nürnberg Hbf – ] / [ Treuchtlingen – Donauwörth – Augsburg Hbf – München-Pasing ] / [ Ingolstadt Hbf ] – München Hbf – Tutzing – Murnau – Oberau – Garmisch-Partenkirchen                     | Rijdt elk uur tussen Hamburg en München. Elke twee uur een vleugeltrein naar/van Oldenburg. Enkele treinen via Augsburg. Één trein per dag door naar Garmisch-Partenkirchen.                  |
| IC 56  | Intercity (DB Fernverkehr)        | [ [ Norddeich Mole ] / [ Emden Außenhafen ] – Emden Hbf – Leer (Ostfriesl) – Oldenburg (Oldb) Hbf – Bremen Hbf – Hannover Hbf – Braunschweig Hbf ] / [ Warnemünde – Rostock Hbf – Bützow – Bad Kleinen – Schwerin Hbf – Ludwigslust – Wittenberge – Stendal Hbf ] – Magdeburg Hbf – [ Halle (Saale) Hbf – Leipzig Hbf ] / [ Brandenburg Hbf – Potsdam Hbf – Berlin Hbf – Berlin Ostbahnhof – Cottbus ] | Eén trein per dag vanaf Magdeburg Hbf naar Cottbus. Eén trein per dag vanaf Warnemünde. Tussen Norddeich Mole en Bremen Hbf worden ook plaatsbewijzen van het regionale verkeer geaccepteerd. |
| RE 1   | Regional-Express (DB Regio Nord)  | Hannover Hbf – Nienburg (Weser) – Verden (Aller) – Bremen Hbf – Delmenhorst – Hude – Oldenburg (Oldb) Hbf – Leer (Ostfriesl) – Emden Hbf – Norddeich Mole | Rijdt eenmaal per twee uur. |
| RE 8   | Regional-Express (DB Regio Nord)  | Bremerhaven-Lehe – Bremerhaven Hbf – Bremen Hbf – Verden (Aller) – Nienburg (Weser) – Hannover Hbf | Rijdt eenmaal per twee uur |
| RE 9   | Regional-Express (DB Regio Nord)  | (Bremerhaven-Lehe – Bremerhaven Hbf – ) Bremen Hbf – Diepholz – Osnabrück Hbf | Rijdt 1x per twee uur tussen Bremerhaven-Lehe en Bremen Hbf |
| RB 33  | Regionalbahn (EVB)                | Buxtehude – Bremervörde – Bremerhaven Hbf – Bremerhaven-Lehe – Cuxhaven | |
| RB 37  | Regionalbahn (Erixx)              | Bremen Hbf – Soltau (Han) – Uelzen | Rijdt eenmaal per twee uur |

Op het traject rijdt de S-Bahn van Hannover de volgende route:
| Serie | Treinsoort             | Route                                                                      | Bijzonderheden                     |
| ----- | ---------------------- | -------------------------------------------------------------------------- | ---------------------------------- |
| S2    | S-Bahn (DB Regio Nord) | Nienburg (Weser) – Seelze – Hannover Hbf – Weetzen – Barsinghausen – Haste | Zondags alleen Nienburg - Hannover |

Op het traject rijdt de S-Bahn van Bremen de volgende routes:
| Serie | Treinsoort                  | Route                                                                                | Bijzonderheden                            |
| ----- | --------------------------- | ------------------------------------------------------------------------------------ | ----------------------------------------- |
| RS1   | Regio-S-Bahn (NordWestBahn) | Bremen-Farge – Bremen-Vegesack – Bremen Hbf – Achim – Verden (Aller)                 | Extra spitsritten tussen Vegesack en Hbf. |
| S2    | Regio-S-Bahn (NordWestBahn) | Bremerhaven-Lehe – Bremerhaven Hbf – Osterholz-Scharmbeck – Bremen Hbf – Twistringen | Versterkingstreinen tijdens de spits      |

## Aansluitingen
In de volgende plaatsen is of was er een aansluiting op de volgende spoorlijnen:
Wunstorf
DB 1700, spoorlijn tussen Hannover en Hamm
DB 1750, spoorlijn tussen Wunstorf en Lehrte
DB 1751, spoorlijn tussen Wunstorf en de aansluiting Gummerswald
Wunstorf West
DB 9178, spoorlijn tussen Wunstorf en Bokeloh
Nienburg (Weser)
DB 1741, spoorlijn tussen Nienburg en Minden
DB 1743, spoorlijn tussen Nienburg en Rahden
Eystrup
DB 9142, spoorlijn tussen Syke en Eystrup
Wahnebergen
DB 1721, spoorlijn tussen Celle en Wahnebergen
Verden (Aller)
DB 1745, spoorlijn tussen Verden (Aller) en Rotenburg
DB 9140, spoorlijn Verden (Aller) en Walsrode
Langwedel
DB 1960, spoorlijn tussen Uelzen en Langwedel
Bremen-Sebaldsbrück
DB 1400, spoorlijn tussen Bremen-Sebaldsbrück en Bremen-Sebaldsbrück Werkbahnhof
DB 1401, spoorlijn tussen Bremen-Sebaldsbrück en Bremen Rangierbahnhof
aansluiting Vahr
DB 1402, spoorlijn tussen de aansluiting Hastedt en de aansluiting Vahr
DB 1403, spoorlijn tussen de aansluiting Hastedt en de aansluiting Vahr
Bremen Hauptbahnhof
DB 1401, spoorlijn tussen Bremen-Sebaldsbrück en Bremen Rangierbahnhof
DB 1410, spoorlijn tussen Bremen Hauptbahnhof en Bremen Rangierbahnhof
DB 1411, spoorlijn tussen Bremen Hauptbahnhof en Bremen Rangierbahnhof
DB 1412, spoorlijn tussen Bremen Hauptbahnhof W504 en Bremen Hauptbahnhof W409
DB 1500, spoorlijn tussen Oldenburg en Bremen
DB 2200, spoorlijn tussen Wanne-Eickel en Hamburg
Bremen Rangierbahnhof
DB 1420, spoorlijn tussen Bremen Rangierbahnhof Baf en Bremen Rangierbahnhof Bve
DB 1421, spoorlijn tussen Bremen Rangierbahnhof W2 en Bremen Rangierbahnhof W363
DB 1422, spoorlijn tussen Bremen Rangierbahnhof en Bremen Inlandshafen DB Grenze
Bremen-Burg
DB 1423, spoorlijn tussen Bremen-Burg en Bremen-Vegesack
Osterholz-Scharmbeck
DB 9142, spoorlijn tussen Bremervörde en Osterholz-Scharmbeck
Bremerhaven-Wulsdorf
DB 1300, spoorlijn tussen Bremerhaven-Wulsdorf en Buchholz
DB 1301, spoorlijn tussen Bremerhaven-Wulsdorf en Bremerhaven-Fischereihafen
DB 1302, spoorlijn tussen Bremerhaven-Wulsdorf en Bremerhaven-Geestemünde
DB 1306, spoorlijn tussen Bremerhaven-Wulsdorf en de aansluiting Bremerhaven Süd
lijn tussen Bremen-Farge en Bremerhaven-Wulsdorf
aansluiting Bremerhaven Süd
DB 1303, spoorlijn tussen de aansluiting Bremerhaven Süd en Bremerhaven-Geestemünde
DB 1306, spoorlijn tussen Bremerhaven-Wulsdorf en de aansluiting Bremerhaven Süd
Bremerhaven-Speckenbüttel
DB 1310, spoorlijn tussen Bremerhaven en Cuxhaven
DB 1311, spoorlijn tussen Bremerhaven en Bederkesa
DB 1312, spoorlijn tussen Bremerhaven-Seehafen en Bremerhaven-Seehafen DB Grenze
DB 1314, spoorlijn tussen de aansluiting Bremerhaven Nord en Weserport
DB 9130, spoorlijn tussen Bremerhaven-Seehafen DB Grenze en Bremerhaven Zeehaven Columbusbahnhof
DB 9131, spoorlijn tussen Bremerhaven-Seehafen DB Grenze en Bremerhaven Zeehaven Kaiserhafen
DB 9133, spoorlijn tussen Bremerhaven Seehafen Nordhafen en Bremerhaven Neue Aue
DB 9134, spoorlijn tussen Bremerhaven Seehafen Nordhafen en Wedderwarder Tief

## Elektrische tractie
Het traject werd geëlektrificeerd met een wisselspanning van 15.000 volt 16⅔ Hz.